# Nicolas-Étienne Framery
Pour les articles homonymes, voir Chloé Frammery.
Nicolas-Étienne Framery, né à Rouen le 25 mars 1745 et mort à Paris le 26 novembre 1810, est un écrivain, poète, dramaturge et compositeur français.

## Biographie
Fils d’un orfèvre-bijoutier de Rouen, Nicolas-Étienne Framery termina ses études à dix-sept ans. Après avoir fait recevoir au Théâtre-Italien, en 1763, une pièce en un acte, La Nouvelle Ève, dont la police crut devoir interdire la représentation, il fit représenter successivement sur le même théâtre plusieurs pièces du genre de celles appelées alors comédies mêlées d’ariettes, dont il avait, pour quelques-unes, arrangé ou même composé entièrement la musique, telles que Nanette et Lucas ou la Paysanne curieuse, Le Projet, L’Indienne, L'Illusion ou le Diable amoureux, Le Sorcier par hasard, Le Nicaise de Vadé, La Tourterelle.
Framery que ses talents et son goût pour la musique avaient fait choisir pour surintendant de la musique du comte d’Artois se montra heureusement inspiré en traduisant librement, pour les faire entendre sur la scène française, quelques-uns des chefs-d’œuvre de Paisiello. Il donna de ce compositeur La Frascatana sous le titre de L'Infante de Zamora, Les Deux Comtesses et Le Barbier de Séville, opéra traduit par ordre de la Reine et représenté sur le théâtre de Trianon puis à Versailles devant la cour. Il traduisit également de l’italien La Colonie, l’un des plus brillants opéras de Sacchini, et de ce même compositeur Olympiade ou le Triomphe de l'amitié.
Lors du concours institué par Louis XVI pour les drames lyriques, il reçut le premier prix pour son poème de Médée.
Constamment occupé du progrès de l’art musical, objet de ses principales études, et dont il connaissait parfaitement les différents systèmes, il publiait, avec un intéressant Mémoire sur le Conservatoire de musique et l’école de chant, un ouvrage intitulé Avis aux Poètes lyriques, ou De la nécessité du rythme et de la césure dans les odes ou les hymnes destinés à la musique.
En 1802, il fut admis à l’Institut comme associé correspondant, classe des beaux-arts, après avoir obtenu le prix de ce sujet mis au concours: « Analyser les rapports qui existent entre la musique et la déclamation, etc. »
Framery a également fondé, dans les dernières années de sa vie, une agence destinée à percevoir la redevance à laquelle les auteurs dramatiques avaient droit après la représentation de leurs ouvrages mais dont, jusque-là, ils avaient été privés.
Outre les ouvrages touchant à la musique, Framery a encore donné dans sa jeunesse plusieurs productions purement littéraires telles romans, mémoires, contes et traductions tels que Réponse de Valcour à Zeila, les Trois nations, le Présent, la Passé et l’Avenir, Mémoires du marquis de Forlaix traduits de l’anglais, Roland le Furieux et Jérusalem délivrée traduits de l’italien.
Une brochure, publiée en 1796, sur l’organisation des spectacles de Paris prouve, par la manière dont il a traité cette question des plus ardues, toute la justesse de ses vues et toute la sagacité de son esprit.
Connu par les nombreux articles sur l’art musical qu’il avait publiés dans le Mercure de France, dans le Dictionnaire de Musique et dans l’Encyclopédie méthodique, dont il était collaborateur, il se vit, en 1807, adjoindre par l’Institut à ses plus habiles professeurs pour travailler au Dictionnaire de la Langue des Beaux-Arts. Il travailla avec une ardeur au-dessus de ses forces à cet ouvrage sans cesser un seul instant de s’occuper de musique et de littérature.
Framery a laissé plusieurs ouvrages manuscrits sur la musique et les musiciens, entre autres Della-Maria et Gaviniès. Son dernier travail littéraire fut une notice biographique très étendue sur le compositeur Joseph Haydn.

## Œuvres
- Airs détachés de l’Olympiade, ou le Triomphe de l'amitié : drame héroïque représenté par les Comédiens italiens au mois d'octobre 1777, Paris [S.n.], 1700.
- Ariettes détachées de Nanette et Lucas ou la Païsanne curieuse : comédie en un acte avec accompagnement de basse ou clavecin représentée à la Comédie Italienne, Paris, La Chevardiere, 1765.
- Avis aux poëtes lyriques, ou De la nécessité du rythme et de la césure dans les hymnes ou odes destinés à la musique, Paris, Imprimerie de la République, Brumaire 1796 .
- Calendrier musical universel, contenant l’indication des cérémonies d’église en musique les découvertes et les anecdotes de l’année... la notice des pièces en musique représentées... &c. &c. &c. Pour l’année 1788, Paris, Prault, 1788.
- De l’organisation des spectacles de Paris, ou essai sur leur forme actuelle; sur les moyens de l’améliorer, Paris, Buisson, 1790.
- Discours qui a remporté le prix de musique et déclamation proposé par la Classe de littérature et beaux-arts de l'institut national de France, et décerné dans sa séance du 15 nivôse, an X, sur cette question : Analyser les rapports qui existent entre la musique et la déclamation ; – déterminer les moyens d'appliquer la déclamation à la musique, sans nuire à la mélodie, Paris, C. Pougens, 1802.
- Diverses lettres de Gluck, Paris, [S.n.], 1772-1776.
- Encyclopédie méthodique. Musique, Paris, Panckoucke, 1791-1818 ; Paris, Agasse, 1980-1989.
- Jérusalem délivrée, Paris, Panckoucke, 1824.
- L’Enfer, poëme du Dante, traduction nouvelle, Paris, Mercure de France, juin 1785.
- L’Indienne ; comédie en un acte, mêlée d’ariettes, représentée pour la première fois par les Comédiens Italiens ordinaires du roi, le mercredi 31 octobre 1770, Paris, Veuve Duchesne, 1771.
- L’Infante de Zamora ; comédie en trois actes, mêlée d’ariettes, parodiées sur la musique de la Frascatana, del Signor Paesielo, Paris, Ruault, 1783.
- L’Olympiade, ou le Triomphe de l’amitié, drame héroïque en trois actes et en vers, mêlé de musique. Représenté, pour la première fois, par les Comédiens Italiens ordinaires du Roi, le 2 octobre 1777, et à Fontainebleau, devant leurs majestés, le 24 du même mois. La musique du sieur Sacchini, Paris, Veuve Duchesne, 1777.
- La Colonie : opéra-comique en deux actes, imité de l'italien, et parodié sur la musique del Sgr. Sacchini. Représentée pour la première fois par les Comédiens italiens le 16 août 1775, Paris, Veuve Duchesne, 1775.
- La Sorcière par hasard : opéra-comique en vers mêlé de musique; représenté pour la première fois par les Comédiens Italiens ordinaires du Roy le mercredi 3 7bre. 1783, Paris, Houbaut, 1783.
- L'Ariette du jour : Le Triomphe de l'amitié, France, [S.l.s.n.], 1700.
- Le Barbier de Séville : opéra-comique en quatre actes, mis en musique sur la traduction Italienne, Paris, Made Baillon, 1784.
- Le Miroir magique, : opéra-comique, en un acte, représenté, pour la première fois, sur le théâtre de la foire S. Laurent, le 1er septembre 1752, Paris, Duchesne, 1753.
- Le Musicien pratique ou Leçons qui conduisent les élèves dans l’art du contrepoint, en leur enseignant la manière de composer correctement toute espèce de musique : ouvrage composé dans les principes des conservatoires d’Italie, par il Signor Francesco Azopardi maître de chapelle de Malthe. Traduit de l'italien par M. Framery, Paris, Le Duc, 1786 ; University of Rochester Press, 1957.
- Les Deux Comtesses : opéra-bouffon, imité de l’Italien et parodié sur la musique du célèbre signor Paisiello, Paris, Le Duc, 1781.
- Les Trois Nations : contes nationaux, Londres ; Paris, Veuve Duchesne, 1768.
- L'Infante de Zamora : opéra-comique en trois actes, mêlée d'ariettes : parodié sous la musique de la Frascatana du célèbre Sgr. Paisiello, Paris, Le Duc, 1780.
- L'Olympiade, ou le Triomphe de l'amitié : drame héroïque en trois actes et en vers. Mêlé de musique; représenté pour la première fois, par les Comédiens Italiens ordinaires du roi, le 2 octobre 1777, & à Fontainebleau, devant Leurs Majestés, le 24 du même mois, Paris, Basset, 1777 .
- Mémoires de M. le marquis de S. Forlaix : recueillis dans les lettres de sa famille, Paris, Fétil, 1770.
- Musique, Paris, Panckoucke, 1791 ; New York, Da Capo Press, 1971.
- Nanette et Lucas, ou la Paysanne curieuse, comédie en prose, mêlée d'ariettes, en un acte avec accompagnement de basse ou clavecin représentée à la Comédie Italienne, Paris, Hérissant, 1764 .
- Nanette et Lucas : ou la Paysanne curieuse, comédie en prose, mêlée d’ariettes, en un acte ; représentée pour la première fois par les Comédiens italiens le 14 juin 1764 ; La musique de M. le chevalier d’Herbain, Paris, C. Harissant, 1764.
- Nicaise : opéra-comique, Paris, Veuve Duchesne, 1768.
- Notice sur Joseph Haydn, associé étranger de l’Institut de France : contenant quelques particularités de sa vie privée, relatives à sa personne ou à ses ouvrages, Paris, Barba, 1810 .
- Renaud : tragédie lyrique en trois actes, représentée pour la première fois par l’Académie de musique le mardi 25 février 1783 : tragédie lyrique en trois actes, Paris, Le Duc, 1783 ; New York, Broude, 1971.
- Réponse des auteurs dramatiques, soussignés, à la pétition présentée à l’Assemblée nationale par des directeurs de spectacle, Paris, Du Pont, 1791.
- Roland furieux, poème héroïque de l’Arioste, Paris, Plassan, 1787.
- Tablettes de renommée des musiciens, auteurs, compositeurs, virtuoses, amateurs et maîtres de musique vocale et instrumentale, les plus connus en chaque genre : avec une notice des ouvrages aux autres motifs qui les ont rendus recommandables, Paris, Cailleau, 1785.